# Guglielmo Rositani
Guglielmo Rositani (Varapodio, 14 febbraio 1938) è un politico italiano.

## Biografia

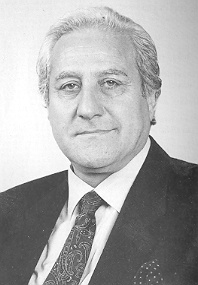
Guglielmo Rositani ai tempi della XII legislatura

Ha frequentato l'Istituto Tecnico Commerciale "Raffaele Piria" di Reggio Calabria dove ha ottenuto il diploma di Ragioniere e Perito Commerciale.
Ha lavorato per circa 5 anni presso l'Agente dell'Alitalia e l'Istituto Nazionale Trasporti (INT) di Reggio Calabria.
È laureato in Economia e Commercio presso l'Università di Messina.
Nel 1965 si è trasferito a Rieti, dove tuttora risiede, ed ha insegnato per diversi anni nell'istituto tecnico commerciale, ricoprendo anche l'incarico di vicepreside.
Sin da ragazzo si è interessato di politica militando nel Movimento Sociale Italiano. Ha fatto parte della Segreteria Nazionale con Giorgio Almirante, e dell'Esecutivo Nazionale con Gianfranco Fini.
Nel 1967 è stato eletto Segretario Provinciale del Movimento Sociale Italiano a Rieti e nel 1970 Consigliere Comunale della stessa città. Quest'ultima carica è stata mantenuta per 32 anni.
Tra il 1986 e il 1992 ha ricoperto, quale economista, l'incarico di membro del Collegio Sindacale della Rai.
Rositani è stato quattro volte deputato: nel 1992 è stato eletto alla Camera con il MSI, poi in Alleanza Nazionale nell'XI, nella XII, nella XIV e nella XV legislatura. In quest'ultima occasione, in particolare, è stato eletto nella circoscrizione Lazio 2 ed è stato componente della VII Commissione (Cultura, Scienze, Istruzione e Sport) ricoprendo tra l'altro l'incarico di Vicepresidente della stessa.
Nel 1996 si era candidato alla Camera nel collegio di Rieti, ma ottenne il 47,4% dei voti e venne sconfitto dal rappresentante dell'Ulivo Pietro Carotti.
Nel 2001 è stato nuovamente eletto; lo sfidante era ancora Pietro Carotti.
È rimasto in parlamento fino al 2008.
Come rappresentante del collegio reatino, Rositani ha legato buona parte della sua carriera politica al tentativo di realizzare la ferrovia Rieti-Roma, un'infrastruttura attesa dal popolo Sabino da oltre un secolo. Rositani, insieme al collega del PDL Cicolani, riuscì nel tentativo di far inserire l'opera nella legge obiettivo del Governo Berlusconi, ma non in quello di ottenere il finanziamento necessario a far partire i lavori.
Ha collaborato con il Ministro dell'Istruzione Letizia Moratti per le riforme della scuola media e dell'università.
Si è interessato al mondo dello spettacolo (cinema, teatro, danza, musica), in quanto membro della Direzione Nazionale di Alleanza Nazionale come dirigente del settore dello Spettacolo.
Alle elezioni del 28 e 29 maggio 2007 è stato eletto Sindaco di Varapodio con una lista civica, fino al 2012. È stato anche Consigliere della società Stretto di Messina S.p.A., controllata in maggioranza dall'ANAS.
Consigliere di amministrazione della Rai per due mandati, dal 2009 al 2015.

## Procedimenti giudiziari
Alla fine degli anni novanta è stato anche coinvolto in un presunto tentativo di corruzione da parte dell'imprenditore Maurizio Zamparini: l'ex presidente del Palermo non ha negato di avergli dato soldi (500 milioni di lire), ma ha spiegato che si trattava di un prestito. Il giudice monocratico di Rieti, ad ogni modo, lo ha assolto perché nel fatto, pur avvenuto secondo la Magistratura italiana, non ci sarebbe stata costrizione né finalità corruttiva. L'accusa sosteneva che Maurizio Zamparini avrebbe ottenuto la licenza commerciale relativa al centro EMMEZETA proprio in seguito a quella dazione di denaro. La sentenza è stata confermata in Corte d'appello e motivata "perché il fatto non sussiste". Sulla vicenda il giornalista Massimo Cavoli ha scritto un libro, intitolato Rose rosse.

## Critiche
Critiche sono arrivate quando si è scoperto che il figlio ha lavorato in RAI.